# Verjoturie
Verjoturie (en ruso: Верхоту́рье) es una ciudad del óblast de Sverdlovsk, Rusia, ubicada en la zona central de los montes Urales, a la orilla izquierda del río Turá —afluente del Tobol que es afluente del Irtish y este a su vez lo es del Obi— a 306 km al norte de Ekaterimburgo, la capital del óblast. Su población en el año 2010 era de 8800 habitantes.

## Historia

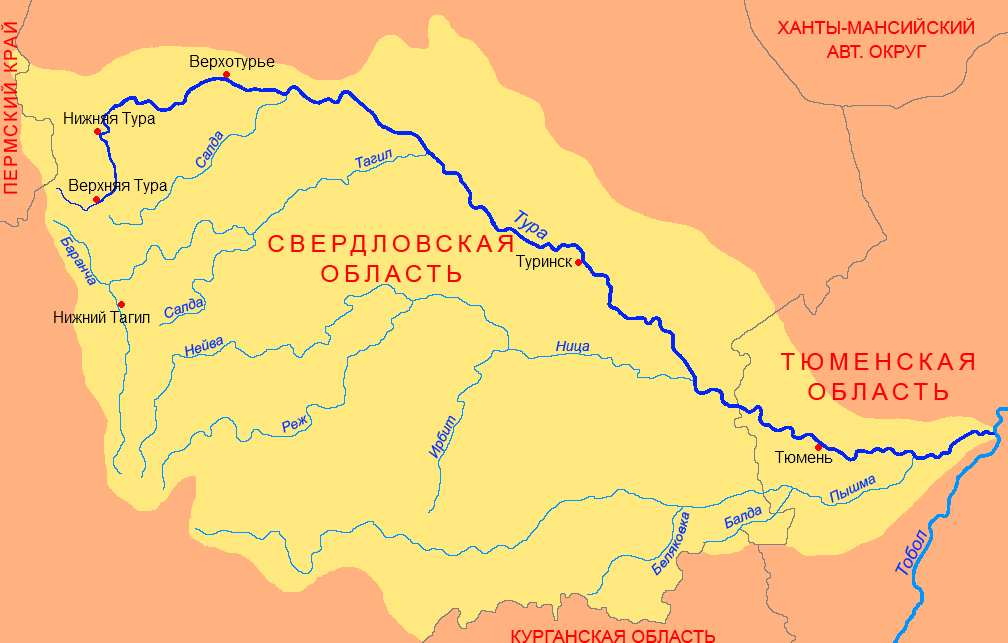
Verjoturie (Верхоту́рье) en un mapa del río Turá

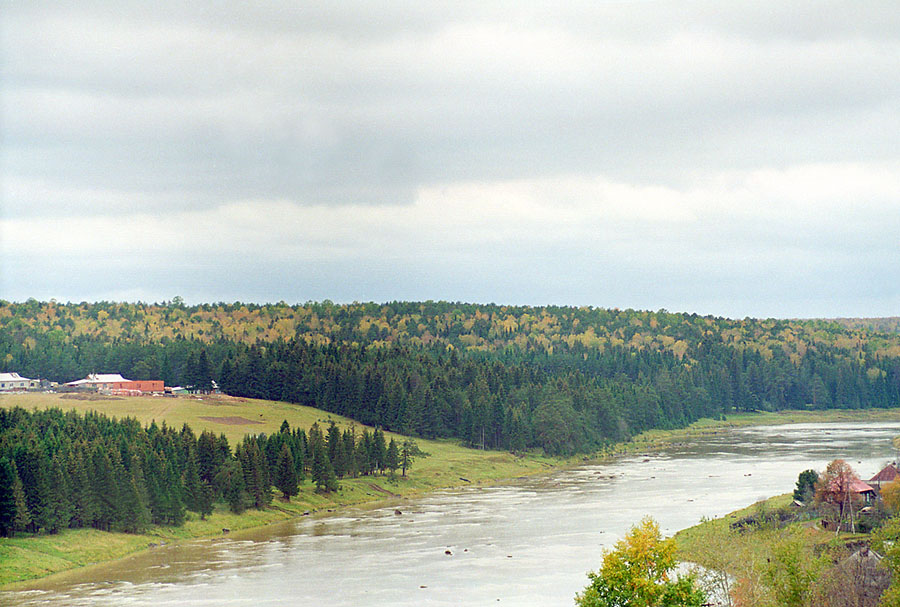
El río Turá cerca de Verjoturie

Se fundó en 1598 por Vasili Golovín e Iván Voyéykov que eran de la etnia mansi. El ferrocarril llegó a la ciudad en 1906. Dos oleoductos pasan por los alrededores de Verjoturie y está planeada la construcción de una refinería de petróleo.